# Schiff von Uluburun
Koordinaten: 36° 7′ 43,39″ N, 29° 41′ 8,7″ O

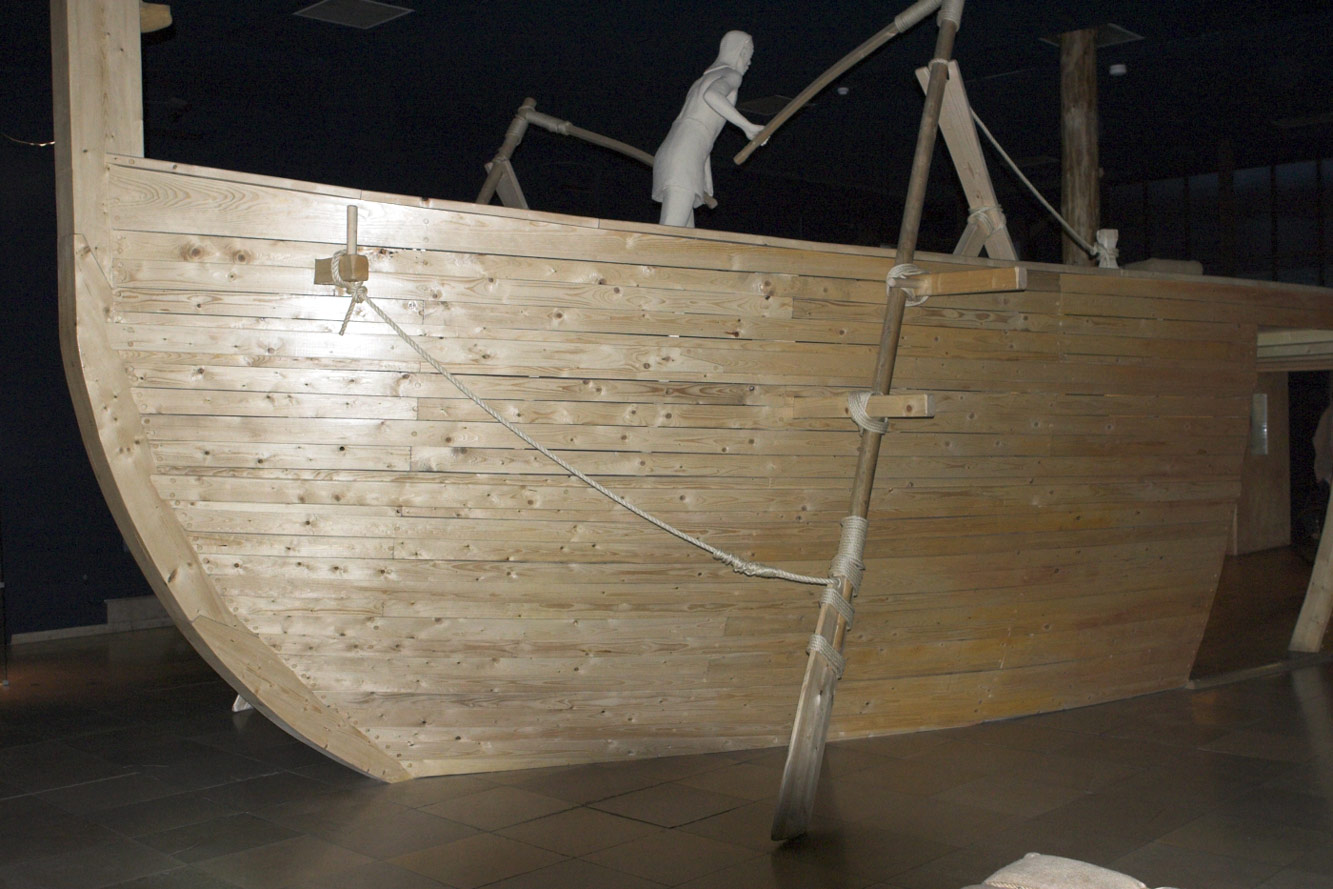
Das Heck des Schiffes von Uluburun als Modell

Als Schiff von Uluburun wird das Wrack eines Frachtseglers bezeichnet, der im 14. Jahrhundert v. Chr. vor der Südwestküste der heutigen Türkei sank und 1982 von Schwammtauchern wiederentdeckt wurde. Der einzigartige Fund ermöglicht wichtige Aufschlüsse über Wirtschaft und Handel in der Levante am Ende der Bronzezeit. Die geborgene Schiffsfracht wird heute im Museum für Unterwasserarchäologie in Bodrum ausgestellt. Der Name leitet sich vom Fundort her, dem Kap Uluburun bei Kaş in der türkischen Provinz Antalya.

## Fundort und Entdeckung

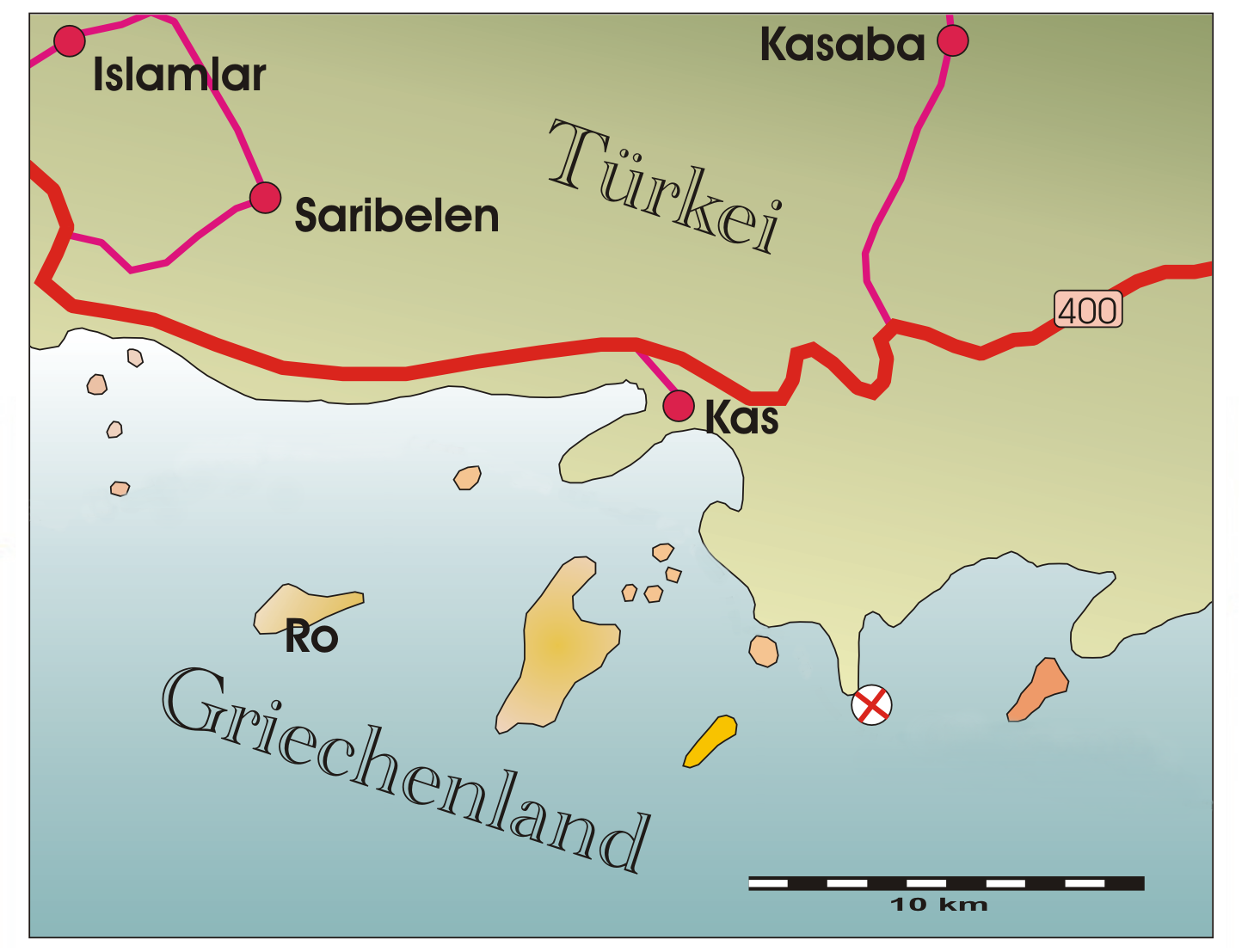
Schiff von Uluburun – Fundort

Die Landzunge Uluburun (auch Ulu Burun) ragt 8,5 km südöstlich von Kaş ins Meer und ist ein bei Hobbytauchern beliebter Ort. 60 m vor ihrer östlichen Küste liegt das Frachtschiff aus dem 14. Jahrhundert v. Chr. am Meeresboden. 1984 begannen die Taucharbeiten bei dem antiken Schiff, um archäologische Funde zu bergen. Während der Arbeiten ist das Wrack schließlich bis in 61 m Tiefe abgedriftet. Die geborgenen Funde sind in Bodrum im Unterwassermuseum zu besichtigen.

## Umfang der Bergung

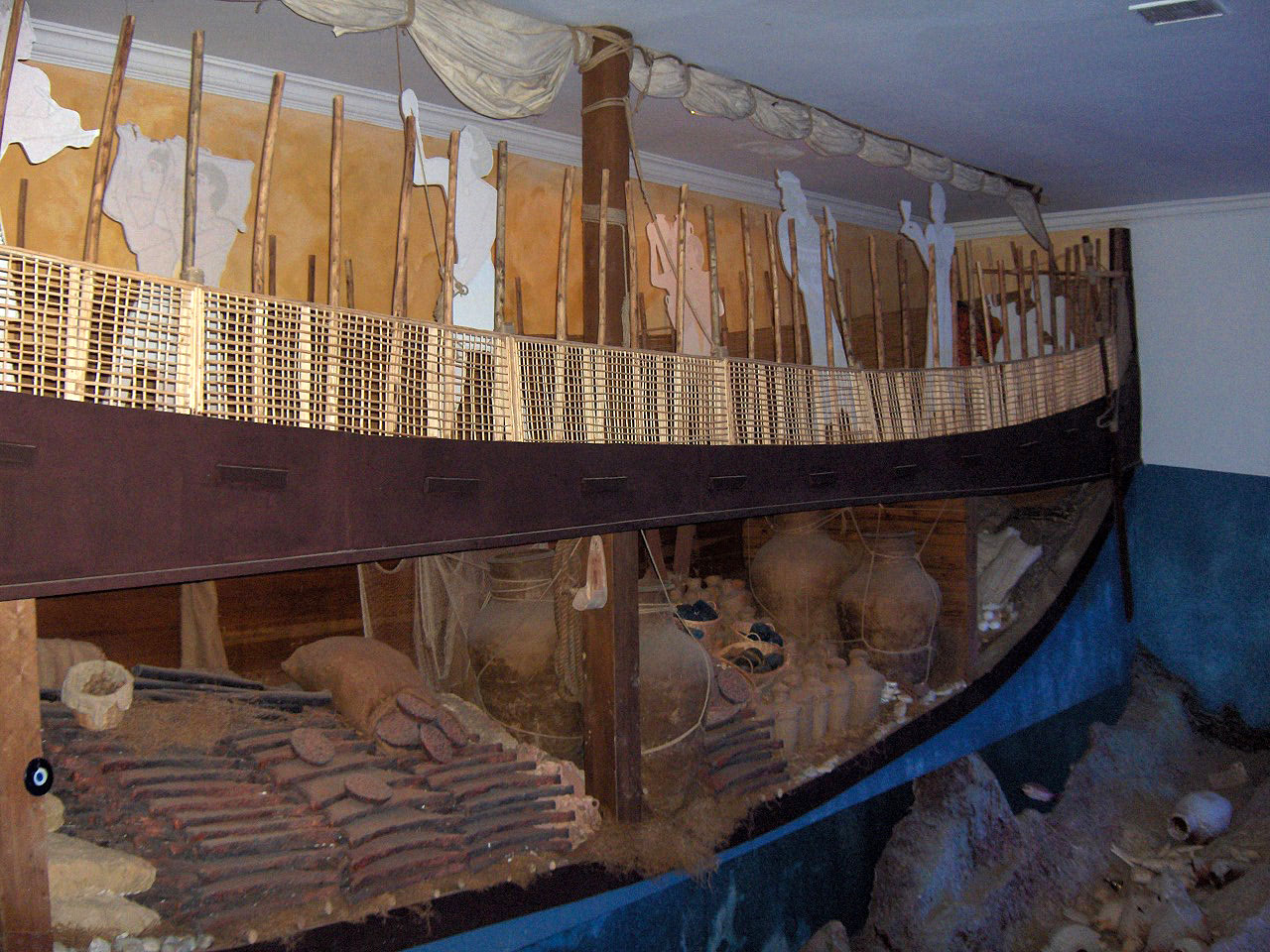
Replik in Originalgröße
Bodrum Museum of Underwater Archaeology, Bodrum, Türkei

Die ersten gefundenen Gegenstände stellten sich als sogenannte Ochsenhautbarren heraus. Damit werden antike Rohkupferplatten bezeichnet, deren Form an die getrockneten Häute von Ochsen erinnert, eine damals übliche und weit verbreitete Form für den Metalltransport, die das Tragen bzw. die Befestigung an Tragtieren und auf Schiffen erleichtert haben dürfte. Die Bergung weiterer Funde war durch die Lage an einem Abhang in bis zu 60 Metern Tiefe erschwert und erstreckte sich so auf den Zeitraum von 1984 bis 1994. Insgesamt waren mehr als 22.000 Tauchgänge mit über 6.600 Tauchstunden notwendig. Beteiligt waren amerikanische und türkische Forscher, geleitet durch den Unterwasserarchäologen George Fletcher Bass von der Texas A&M University (Institute of Nautical Archaeology, INA) und seinen türkischen Kollegen Cemal Pulak.
Die Bergung wurde nach zehn Jahren abgeschlossen, die wissenschaftliche Analyse und die Konservierung der enormen Fundfülle hält jedoch bis heute an.

## Datierung
Über die Artefakte, insbesondere die mykenische Keramik, konnte der Zeitpunkt des Untergangs in die späte Bronzezeit, genauer in das Späthelladikum III A2 datiert werden. Das entspricht in der absoluten Chronologie der zweiten Hälfte des 14. Jahrhunderts v. Chr. Die Radiokohlenstoffdatierung und die Dendrochronologie weisen ebenfalls auf das Ende des 14. Jahrhunderts v. Chr. hin. Ein Skarabäus der Nofretete (ca. 1360–1335 v. Chr.) verweist auf denselben Zeitraum und stellt einen terminus post quem dar, d. h. das Schiff kann nicht vor der Regierungszeit Nofretetes gesunken sein.

## Die politische Lage zum Zeitpunkt des Untergangs
Die Staatenwelt im östlichen Mittelmeerraum zum Zeitpunkt des Untergangs des Schiffes befand sich in einem stetigen Wandel: Die Hethiter waren auf dem Vormarsch und beherrschten große Teile Anatoliens; sie expandierten in Richtung Levante mit den nördlicher gelegenen Hafenstädten, etwa Ugarit. Das Reich von Mittani war um 1335 v. Chr. dem hethitischen Großreich unterlegen und von ihm einverleibt worden. Der große Gegenspieler der Hethiter waren die Ägypter des Neuen Reiches, genauer die 18. Dynastie, die ihrerseits den südlichen Teil der Levante mit den phönikischen Städten Byblos, Sidon, Tyros und anderen besetzt hatten. Die Ägypter waren gegen die Hethiter etwas in die Defensive geraten und hatten Teile Syriens verloren. Südöstlich des Hethiterreiches im Zweistromland bildete sich das assyrische Reich, noch weiter südlich das babylonische Reich. Das griechische Festland im Westen, die Inseln im ägäischen Meer und ein kleiner Teil Westanatoliens waren Teil der mykenischen Kultur. Zwischen Kreta (ägyptisch: Keftiu) sowie dem griechischen Festland und Ägypten bestanden spätestens seit Thutmosis III. intensivierte Handelsverbindungen.

## Fundgegenstände und Einordnung
Das Schiff hatte 354 Kupferbarren in Ochsenhautform (Ochsenhautbarren) (insgesamt ca. 10 Tonnen) und 121 plankonvexe (Brotlaibform) Zinnbarren (ca. 1 Tonne), Blauglas (ca. 350 kg), Terebinthen-Harz, Ebenholz sowie Elfenbein an Bord. Daneben wurden Eicheln, Mandeln, Feigen, Oliven, Granatäpfel, Töpferwaren sowie Schmuck aus Gold und Silber, Bronzewerkzeuge und Waffen an Bord gefunden.
Die meisten Gegenstände waren offensichtlich für den Export bestimmt, andere gehörten zum persönlichen Eigentum der Besatzung oder zur Schiffsausrüstung. Nach und nach fanden sich Keramik und Schmuck aus den kanaanitischen Stadtstaaten der Levante, Schmuck und Glas aus Ägypten, Kupfer von Zypern (die Herkunft konnte durch Bleiisotopenanalyse geklärt werden; Kupfer begründete das Aufblühen der zyprischen Kultur), Rollsiegel aus Assur, ein ägyptisches Siegel in Skarabäenform, Waffen und Keramik aus dem mykenischen Raum, ein Schwert und eventuell auch Lanzenspitzen aus Sizilien und sogar Bernstein von der Ostsee. Die Waren wurden meist in Amphoren und Pithoi transportiert. Drei Pithoi waren mit Keramik aus Zypern gefüllt. Die Gefäße enthielten auch Oliven, Olivenöl, Granatäpfel und Pistazienharz, das vermutlich aus dem Gebiet um das Tote Meer stammte. Die 175 blauen und türkisgrünen Glaszylinderbarren kamen vermutlich aus dem syrisch-palästinischen Raum. Das Glas stimmt in seiner Zusammensetzung verblüffend mit Funden aus Ägypten der 18. Dynastie und Perlenfunden aus Mykene überein und beweist, dass Glas in dieser Zeit im gesamten östlichen Mittelmeerraum gehandelt wurde. Solch farbiges Glas diente oft zur Imitation von Edel- und Schmucksteinen wie Lapislazuli, Türkis und Amethyst.
Unter den vorhandenen Luxuswaren sind afrikanisches Ebenholz, Elfenbein, Nilpferdzähne, Bergkristall, Achat und Fayence sowie drei Straußeneier zu erwähnen, sowie die zahlreichen Goldfunde. Neben kleinen Bruchstücken und Barren fand man typisch kanaanäischen Schmuck, darunter auch eine kleine Göttinnenfigur mit zwei Gazellen in den Händen, wahrscheinlich eine Verkörperung der Astarte. Zu den wichtigsten Funden dieser Gruppe gehört ein goldener Skarabäus der ägyptischen Königin Nofretete. Er wird als der bedeutendste ägyptische Fund außerhalb Ägyptens angesehen, so dass Spekulationen darüber angestellt wurden, ob das Schiff eine diplomatische Mission hatte. Ein goldenes Pektorale (Halsschmuck) in Form eines Falken findet sich ähnlich ebenfalls aus Ägypten. Die Taucher fanden auch eine aufklappbare Holztafel. Solche zum Schreiben gedachten kleinen „Bücher“ sind in der Ilias des Homer erwähnt und hier zum ersten Mal konkret gefunden worden. Auch wurden Fertigprodukte aus Elfenbein gefunden, so zwei entenförmige Behälter mit beweglichen Flügeln als Deckel. Sie dienten vermutlich der Aufbewahrung von Kosmetika und waren ein typisches Erzeugnis des syro-palästinschen Handels. Viele tausend Perlen aus Bernstein, Achat, Karneol, Bergkristall, Gold, Bein/Knochen, Muscheln, Straußeneierschalen, Fayence und Glas wurden gefunden. Ein steinerner Zepterkopf aus Andesit wurde ebenfalls gefunden. Aus Vergleichsfunden kann geschlossen werden, dass er für einen lokalen Herrscher an der heutigen bulgarischen Schwarzmeerküste bestimmt gewesen sein muss.

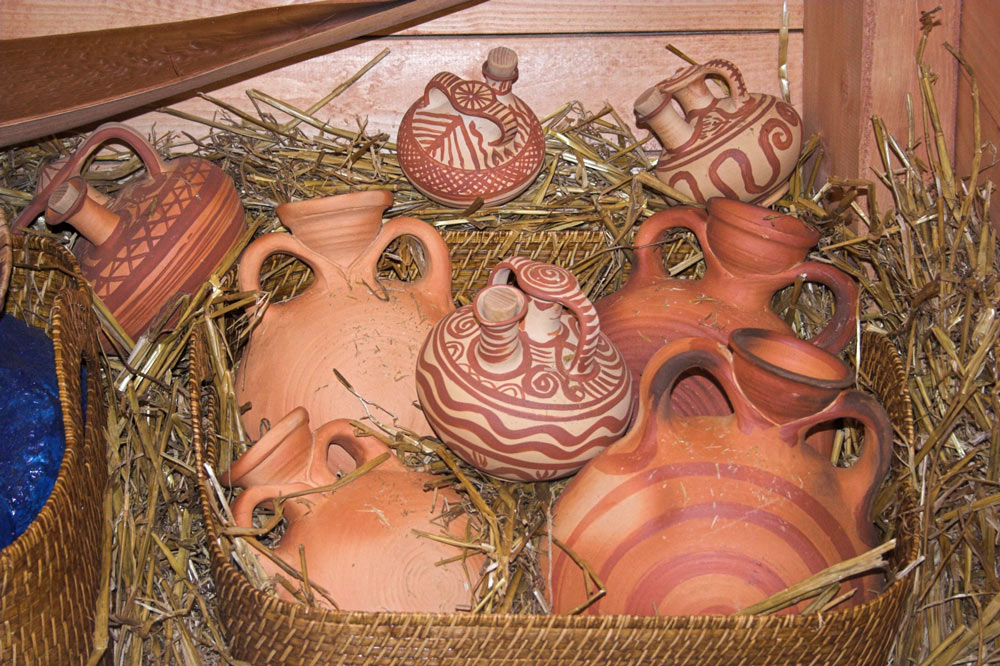
Nachbildungen der mykenischen Töpferware, die als Handelsware mitgeführt wurde

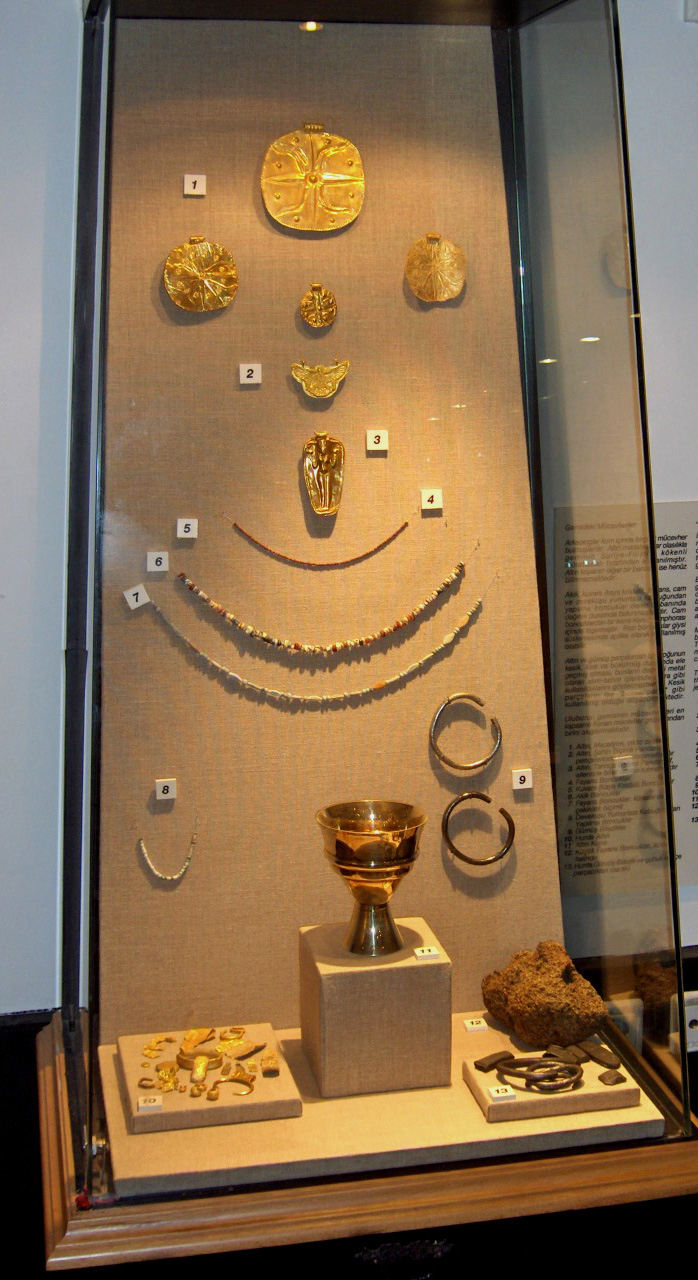
Ägyptische Juwelen

Auf dem Schiff fanden sich auch 149 Gewichte aus Stein und Bronze, mit denen Waren exakt abgewogen werden konnten. Sie waren in festgelegte Einheiten unterteilt und zum Teil in Tiergestalt ausgeführt. 24 schwere Steinanker konnten nur durch mehrere Besatzungsmitglieder gehoben werden, da sie bis zu 200 Kilogramm wogen. Diese Ankerform, die in der Ägäis unbekannt war, stammt aus dem östlichen Mittelmeerraum. Der Steintyp verweist eventuell auf eine Fertigung in der Levante; Tell Abu-Hawam und Tell Nami (Israel) kommen dafür in Frage. Diese Anker dienten wegen der großen Zahl wohl u. a. als Ballast.
An persönlichem Besitz fanden sich neben Waffen aus dem nordgriechisch-thrakischen Raum auch eine vorderasiatische Schuppenpanzerrüstung sowie kanaanitische, italische und mykenische Schwerter. Daneben fand man ein Rasiermesser, einige Trinkbecher in Widderkopfform und mehrere offensichtlich benutzte Öllampen. Werkzeug wie Sicheln, Ahlen, Bohrer, Sägen usw. fanden sich ebenso wie Angelhaken, Netzgewichte, eine Harpune und ein Dreizack zur Nahrungsergänzung auf der Reise. Auch Brot wurde offensichtlich frisch gebacken, da sich eine Reibschale zum Mahlen von Getreide fand.
Die Funde belegen ausführlich Umfang und Bedeutung des Handels des 14. Jahrhunderts, der bislang nur aus Keilschriftquellen bekannt war. Das betrifft u. a. den Rohstoffhandel: Die naturwissenschaftlichen Analysen zeigen, dass ein wichtiger Teil der Ladung, nämlich das Kupfer, von der Insel Zypern stammte, während die Herkunft des Zinns bis Britannien bestimmt werden konnte. Zinnbarren stellen den bisher ältesten bekannten Fund von Zinn in Barrenform dar und beweisen, dass auch Zinn in der gleichen Form gehandelt wurde wie Kupfer. Altassyrische Quellen legen nahe, dass Zinn damals bereits lange aus dem Osten eingeführt wurde, vielleicht aus Zentralasien. Andere Forscher denken an das anatolische Taurusgebirge. Interessanterweise wurden die beiden Metalle im Verhältnis 10 Teile Kupfer und ein Teil Zinn gefunden, dem Mischungsverhältnis, das für die Herstellung von Bronze benötigt wird.
Das Schiff von Uluburun war offenbar ein Handelsschiff auf einer Rundroute im östlichen Mittelmeer und gilt somit als Nachweis einer regen Handelstätigkeit im Gebiet. Die Route selbst ist nicht geklärt, da das Schiff Waren aus vielen verschiedenen Gegenden enthielt. Es wird einerseits vermutet, dass es aus dem östlichen Mittelmeerbereich, der Levante, via Zypern unterwegs in die Ägäis war. Andererseits kann die Route auch über die afrikanische Nordküste mit anschließender Direktfahrt via Kreta verlaufen sein. Die technischen Schiffsverbesserungen, die diese Handelsroute ermöglichten, fallen in die Regierungszeit von Echnaton. Die mykenischen Waren auf dem Schiff, insbesondere die beiden Schwerter, lassen mehrere Deutungen zu. Entweder sind sie über mykenische Handelsvertreter auf das Schiff gelangt oder, falls die beiden mykenischen Schwerter zu zwei mitreisenden Personen gehörten, handelte es sich um Abgesandte eines mykenischen Palastes oder eines Herrschers, für den die mykenischen Güter bestimmt waren. Die altägyptischen Waren wären bei dieser Route im Hafen von Marsa Matruh oder vorher im Nildelta ergänzend zu der bereits bestehenden levantinischen Ladung gelangt. Die Öllampen des Schiffes waren eindeutig levantinisch und deuten auf die phönikischen Städte hin. Eine Bestätigung dieser These erfolgte jüngst durch die Analyse eines 13 mm langen Unterkiefers einer Hausmaus. Thomas Cucchi von der Universität Durham konnte nachweisen, dass die Form der Molaren mit heutigen Hausmaus-Populationen der syrischen Levante übereinstimmt.

## Das Schiff

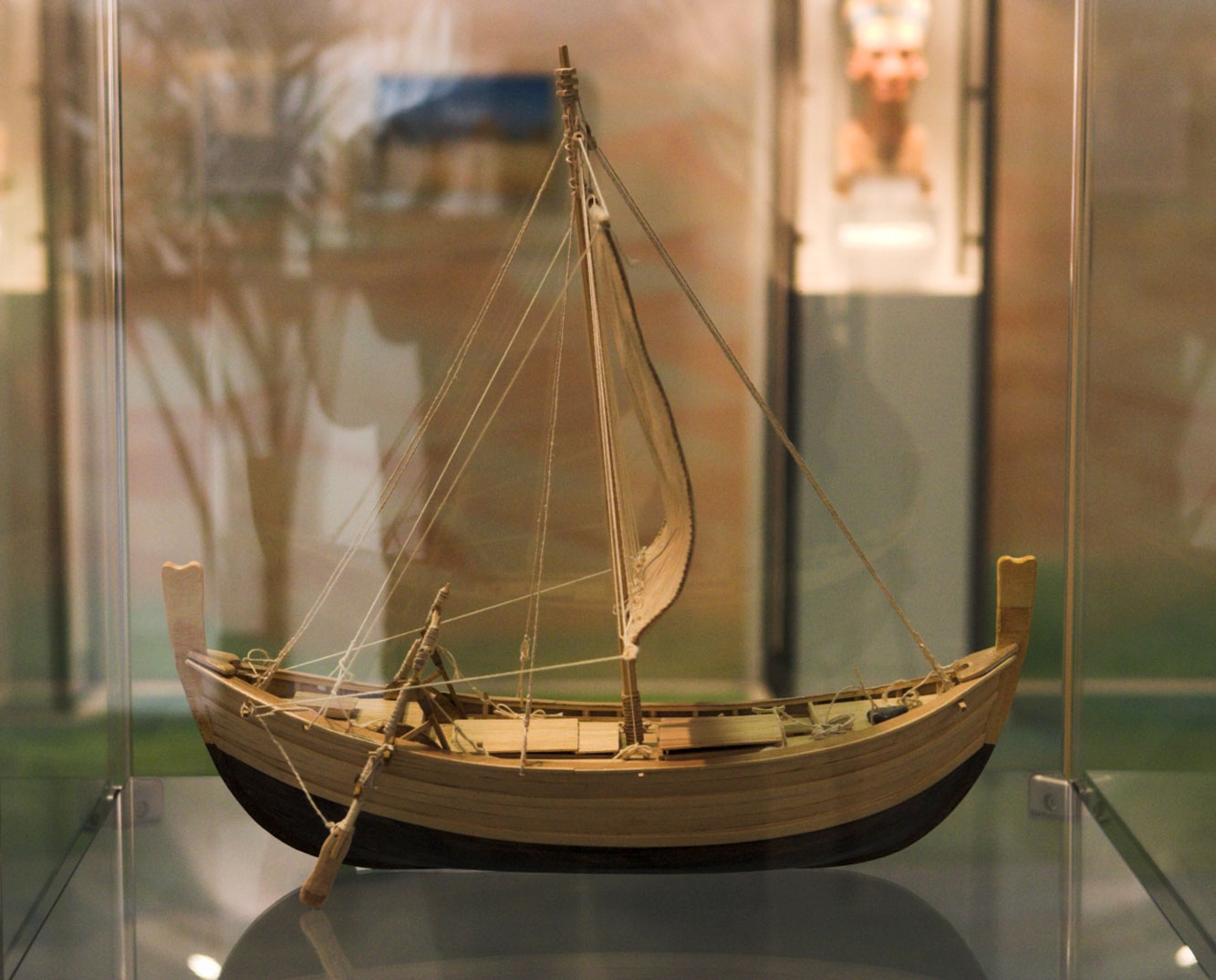
Holzmodell des Schiffes von Uluburun

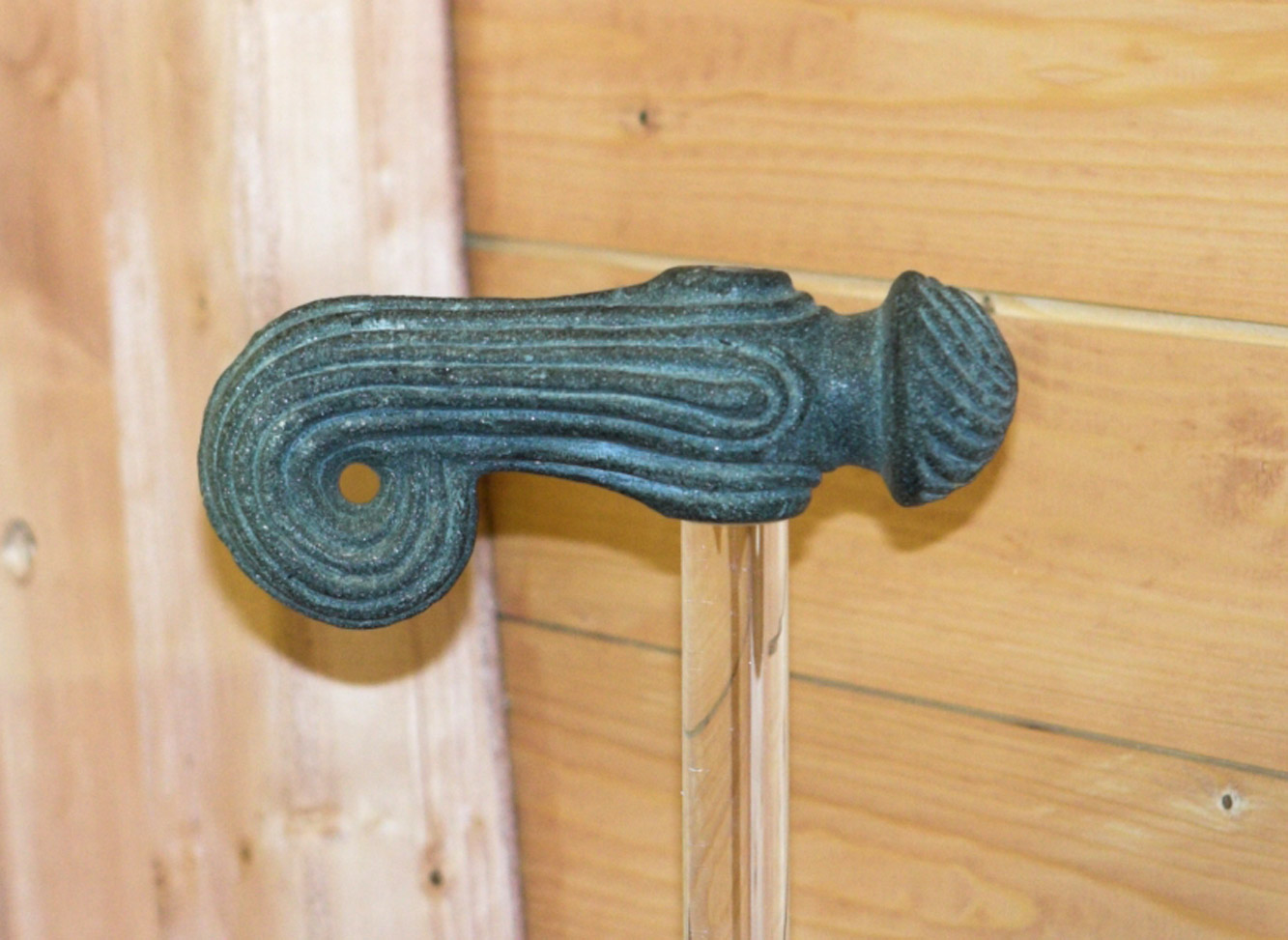
Im Schiffswrack gefundener steinerner Zepterkopf – bestimmt für den Fernhandel

Das Schiff gilt als das älteste bekannte Überseeschiff und wurde aus Zedernholz, nach einigen Quellen aus Pinienholz, und Klammern aus Eiche gefertigt. Es war etwa 15 Meter lang und 5 Meter breit. Die Steinanker und die Verteilung der Ladung deuten auf eine Traglast von 20 Tonnen hin. Allerdings ist nicht bekannt, wie viel Ladung abhandenkam, so dass jede Schätzung der Tragfähigkeit unsicher bleibt. Leider sind vom Rumpf nur wenige Reste (etwa 3 %) erhalten. Das ursprüngliche Aussehen konnte aber anhand von Abbildungen rekonstruiert werden. Die türkische Gruppe 360 Derece (360 Grad) baute die Uluburun II, einen Nachbau des Originals, der sich als absolut seetüchtig erwies. Sie kreuzte bereits einige Monate im Mittelmeer und dem Schwarzen Meer. Angetrieben wird dieser Nachbau durch ein rechteckiges Segel, dabei erreicht er Geschwindigkeiten bis zu sieben Knoten. Manövriert wird mit zwei Steuerrudern. Wenn dieser Nachbau nicht auf den Meeren unterwegs ist, befindet er sich im Museum in Bodrum.

## Bedeutung
Die gefundene Vielfalt an Objekten der unterschiedlichsten Herkunft ist für diese Zeit einmalig. Bisher war die Wissenschaft auf schriftliche und bildliche Überlieferungen angewiesen, um das damalige Wirtschaftssystem und den Handel der späten Bronzezeit zu rekonstruieren. Nun ist bewiesen, dass alle damaligen Staatsgebilde des östlichen Mittelmeerraums (und auch einige darüber hinaus) an diesem Handel teilnahmen. Es existierte ein weit gespanntes Handelsnetz, das sogar so entfernte Regionen wie die Ostsee – über Zwischenhändler – mit einbezog. Produkte aus dem östlichen Mittelmeerraum, wie z. B. die Ochsenhautbarren, fanden sich unter anderem auch in Süddeutschland (Depot von Oberwilflingen) und in Dur Kurigalzu im heutigen Irak.

## Wissenschaftliche Fragestellungen

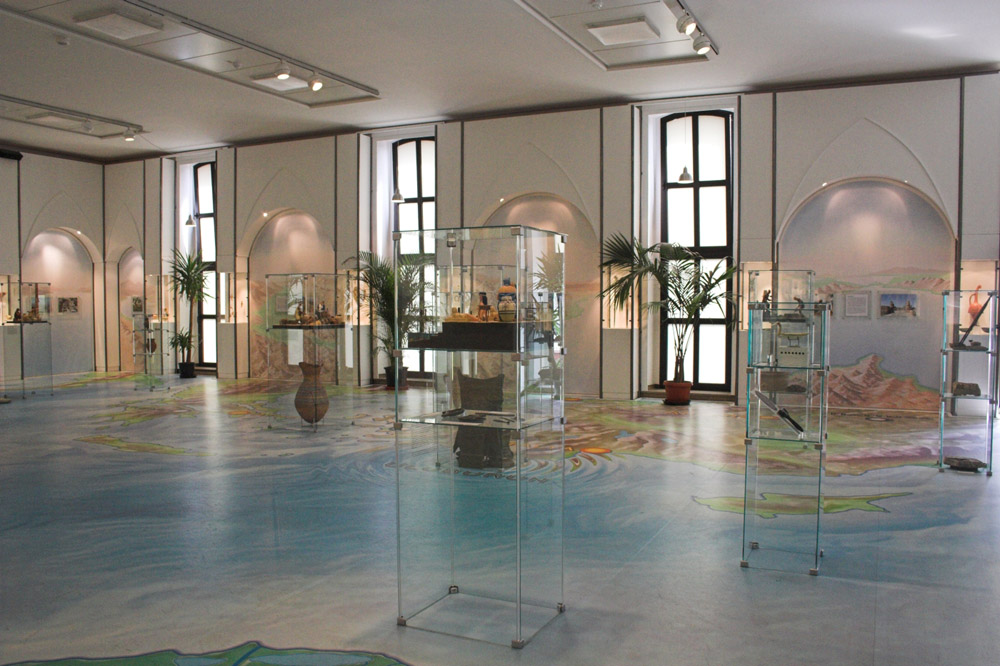
Ausstellung „Das Schiff von Uluburun“ im Bergbaumuseum, Bochum

Die zahlreichen Funde konnten zwar einige Fragen beantworten, haben aber auch viele neue Fragen aufgeworfen. Seehandel im 14. Jahrhundert v. Chr. – auch über größere Distanzen hinweg – scheint durch den Fund nachgewiesen; eine Aussage über Umfang und Details dieses Handels ist jedoch nur bedingt möglich. So stellt sich die Frage nach Auftraggebern dieser Handelsfahrt – vielleicht handelte es sich um frühzeitige Handelshäuser –, dem Schiffseigner, den Händlern und Käufern. Es ist nicht klar, ob das Schiff im Etappenhandel an der Küste entlang pendelte oder im Fernhandel einem Ziel zustrebte, an dem alle mitgeführten Waren verkauft oder getauscht werden sollten. Welchen Weg die Güter nahmen, woher sie ursprünglich stammten und ob sie einzeln an verschiedenen Häfen gekauft und aufgenommen oder zentral an einem Ort, an den sie vorher gehandelt worden waren, bedarf weiterer Klärung. Im Dunkeln liegen auch die Umstände des Untergangs des Schiffes. Denkbar sind z. B. Sturm, Überladung oder ein Überfall durch Piraten.

## Museale Aufbereitung
Das Wrack und die Funde befinden sich heute im Museum für Unterwasserarchäologie in Bodrum (Türkei), angegliedert an die Kreuzritterburg Bodrum. Mit dem unter der Leitung von Osman Erkurt entstandenen Nachbau des Schiffes werden Reisen zu Forschungszwecken im Mittelmeer unternommen.
Vom 16. Oktober 2005 bis 16. Juli 2006 fand im Deutschen Bergbau-Museum Bochum eine Sonderausstellung über das Wrack statt.